# Club de Deportes Lota Schwager
O Club de Deportes Lota Schwager é um clube de futebol chileno, sediado na cidade de Coronel. Foi fundado no dia 10 de maio de 1966 depois da fusão dos clubes amadores Minas Lota e Federico Schwager. Suas tradicionais rivalidades são com o Fernández Vial, Deportes Concépcion, Ñublense e Naval.

## História
O Club de Deportes Lota Schwager foi fundado em 1966, graças a fusão das equipes do Campeonato Regional de Concepción, Minas Lota e Federico Schwager, representantes das empresas carvoeiras, Schwager e Lota respectivamente. Jogou ese mesmo ano a 2ª Divisão, conseguindo um 9º lugar.
Em 1969, sob o comando do técnico Isaac Carrasco, depois de 3 temporadas na 2ª Divisão, consegue seu primeiro título no profissionalismo, subindo pela primeira vez para a 1ª Divisão.
Se manteve na 1ª Divisão até 1980, ano em que o clube terminou em 16º entre 18 equipes participantes, o que significou sua volta a 2ª Divisão.
Em 1987, sob o comando do técnico Juan Ganga, voltaria a 1ª Divisão depois de ser campeão novamente da 2ª Divisão, mas o clube só ficou 1 ano na 1ª Divisão, voltando imediatamente a  2ª Divisão.
Em 1994, com o Lota Schwager ainda na 2ª Divisão, o clube desaparece produto da crise das minas de carvão da região, principal fonte de sustentação do clube.
Na temporada de 1995, o clube muda seu nome para Deportes Lota e também de cidade, já que começa a jogar de local na comuna de Lota. Participa da  3ª Divisão até a temporada de 2000, quando por problemas com o município liderado por Jorge Venegas o clube desaparece da cidade mineira. A temporada mais destacada dessa época foi a de 1999 foi quando conseguiu ir pra Liguilla de Ascenso, conseguindo um sexto lugar.
No dia 14 de fevereiro de 2001, depois de 7 anos da sua desaparição, o Lota Schwager renasce sob a presidência de Bernardo Ulloa, como equipo amador, participando da 3ª Divisão do futebol chileno. No mesmo ano, sob a direção técnica de Eduardo Apablaza, consegue o título da 3ª Divisão, o que significou a volta do Lota Schwager ao futebol profissional.
Desde 2002, o Lota Schwager se manteve jogando sem grande campanhas na 2ª Divisão Chilena, mas no ano de 2006, com o técnico Jaime Nova, se classificou a Liga de Promoção para a 1ª Divisão, onde jogou com o Rangers de Talca. No jogo de ida foi derrota por 2-1, enquanto que na volta ganhou como local com o mesmo placar, o que provocou uma decisão por pênaltis onde o Lota Schwager se impôs por 4-3, conseguindo voltar a 1ª Divisão Chilena depois de 20 anos longe dela.
No ano de 2007, na 1ª Divisão, o clube teve um rendimento muito baixo no Torneo Apertura, ficando em posições inferiores na tabela. No Torneo Clausura sua melhora de rendimento não conseguiu evitar seu novo rebaixamento.

## Títulos
| NACIONAIS | NACIONAIS                       | NACIONAIS | NACIONAIS   |
|           | Competição                      | Títulos   | Temporadas  |
| --------- | ------------------------------- | --------- | ----------- |
|           | Campeonato Chileno - 2ª divisão | 2         | 1969 e 1986 |
|           | Campeonato Chileno - 3ª divisão | 1         | 2001        |